# Tennis Napoli Cup 2002
Il Tennis Napoli Cup 2002 è stato un torneo di tennis facente parte della categoria ATP Challenger Series nell'ambito dell'ATP Challenger Series 2002. Il torneo si è giocato  per la 66ª edizione a Napoli in Italia dal 22 aprile 2002 su campi in terra rossa.

## Vincitori

### Singolare
David Ferrer ha battuto in finale  Jean-René Lisnard con il punteggio di 6–1, 6–1

### Doppio
Gabriel Trifu /  Vladimir Volčkov hanno battuto in finale  Leonardo Olguín /  Martín Vassallo Argüello con il punteggio di 7–5, 7–6(5)